# كامبيناس
كامبيناس (البرتغالية Campinas) مدينة ومحافظة في ولاية ساو باولو في البرازيل، تقع في شمال غرب الولاية، وتبعد 90 كم² عن العاصمة ساو باولو وتتكون المدينة من أربع محافظات تتبع لها وهي ( Joaquim Egidio, Sousas, Barao Geraldo e Nova Aparecida) وفي جميعها 19 مدينة وقرية ليصل عدد السكان في جميعها إلى 3,2 مليون نسمة 6,75% من مجموع الولاية.

## التاريخ
في البداية كانت تسمى (كامبيناس دي ماتو غروسو وتعني في العربية كامبيناس ذات العشب الكثيف) حيث كانت تحاط بالغابات البرية من جميع جهاتها، وكانت ممر مهم للمكتشفين (بنديرنتيس) لوصولهم إلى مناجم الذهب. و أخذت تنشأ المدينة من ذلك الوقت إلى أن أقيميت أول سكة حديد في 1872 لنقل القهوة إلى ميناء سانتوس لتصبح واحدة من أكبر المدن البرازيلية.

## الاقتصاد
في الوقت الحالي تنتج المدينة ثلث إنتاج الولاية وتعتمد بشكل رئيسي على الصناعة.

## توأمة
لكامبيناس اتفاقيات توأمة مع كل من:
- أريحا (28 نوفمبر 2001 - )
- كاشكايش
- سان دييغو (1995 - )
- إنديانابوليس (2009 - )
- سستو سان جوفاني
- ماراكايبو [6]

## أعلام
- لودلينا دي كامبوس ميلو
- أنطونيو بينديتو دا سيلفا
- جواو باولو
- مارسيو ميراندا فريتاس روتشا دا سيلفا
- سيزار لاتيس
- خورخي ميندوسا
- فابينيو تافاريس
- باولو سيلاس

## وصلة خارجية
- Official home page نسخة محفوظة 2 أغسطس 2002 على موقع واي باك مشين. (بالبرتغالية).